# 2. List Piotra
Drugi List św. Piotra [2 P] – jedna z ksiąg Pisma Świętego, której autorstwo przypisuje się św. Piotrowi. Zalicza się go do tzw. Listów Katolickich.

## Ogólnie
Tradycyjnie mówi się, że został napisany przez Piotra tuż przed śmiercią, a więc w 64–67 roku po Chrystusie. Dokładni jego odbiorcy nie są znani.
Liczne odniesienia do Listu św. Judy, polegające głównie na usystematyzowaniu jego treści, świadczą o tym, że te dwa listy są ewidentnie skorelowane ze sobą. Fakt ten pozwala stwierdzić, że pismo jest dziełem pochodzącym nawet z II w. po Chr., gdyż sam List św. Judy powstał już po pokoleniu apostołów (por. Jud 17). Za tak późną datacją 2. Listu św. Piotra przemawiają również zawarte w nim odniesienie do św. Pawła: akceptacja jego nauki oraz potępienie błędnych interpretacji jego listów (por. 2 P 3,15-16).

## Treść

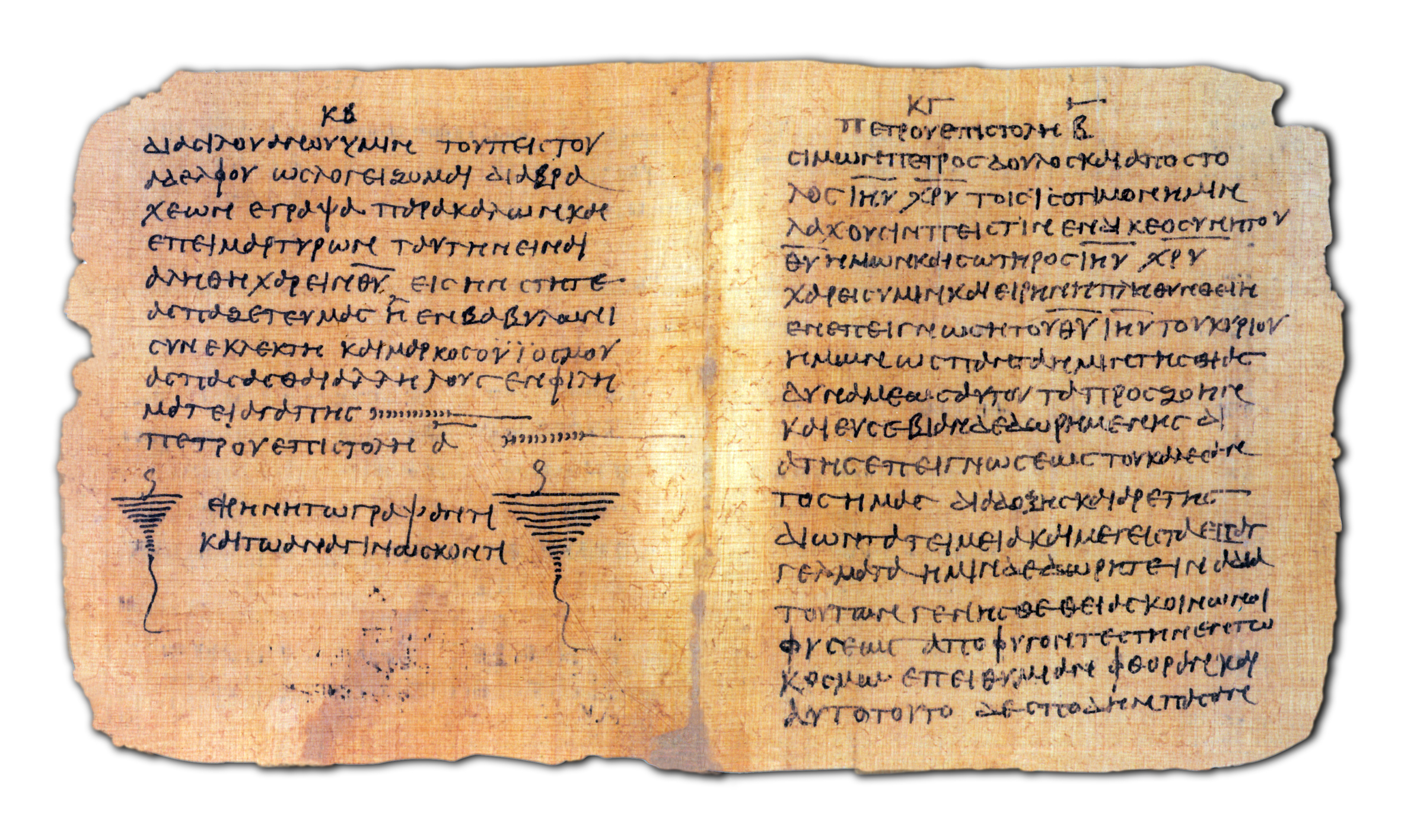
Papirus Bodmer VIII. Najstarszy rękopis 2 Listu Piotra

Sytuacja w tych kościołach stawała się coraz trudniejsza, apostoł zaś czuł zbliżającą się śmierć. Dlatego też ostrzegał przed heretykami, jak pisze na początku drugiego rozdziału: Znaleźli się jednak fałszywi prorocy wśród ludu tak samo, jak wśród was będą fałszywi nauczyciele, którzy wprowadzą wśród was zgubne herezje (2,1).
Rozdziały 1 i 3 zajmują jego wyjaśnienia dlaczego paruzja się opóźnia, wtedy bowiem wciąż oczekiwano zapowiadanego „rychłego nadejścia Królestwa Niebieskiego”. Apostoł tłumaczy wiernym, że nadejdzie ona na pewno, lecz Bóg nie chce zguby grzesznika, lecz pragnie aby każdy mógł się nawrócić. Wskazuje też na inną rachubę czasu gdyż: jeden dzień u Pana jest jak tysiąc lat, a tysiąc lat jak jeden dzień (3,8). Dlatego też napomina aby zawsze prowadzili prawdziwie chrześcijańskie życie. Mówi im też by byli stale gotowi, gdyż jak złodziej zaś przyjdzie dzień Pański (3,10).
Ważna jest także jego nauka o natchnieniu Pisma Świętego i jego tłumaczenie: To przede wszystkim wiedząc, że żadne proroctwo Pisma nie podlega własnemu wykładowi (1,20) UBG.

## Autentyczność
Do IV wieku znajomość 2P była niewielka, lecz tylko w Syrii nie był uznawany za natchniony. 
Obecnie istnieją wątpliwości co do autorstwa tego listu, o czym świadczyć miałyby różnice między pierwszym a drugim listem. Mówi się nawet o „pseudoanonimowości” tego listu, czyli że miałby on zostać napisany przez kogoś innego, lecz pod nadzorem i w imieniu Piotra. Za uznaniem Piotrowego autorstwa listu przemawiają podobieństwo z pierwszym listem i tradycja kościelna. Przeciwko zaś – późna datacja pisma, znacznie wykraczająca poza przypuszczalny rok śmierci Apostoła.